# 杜松樹

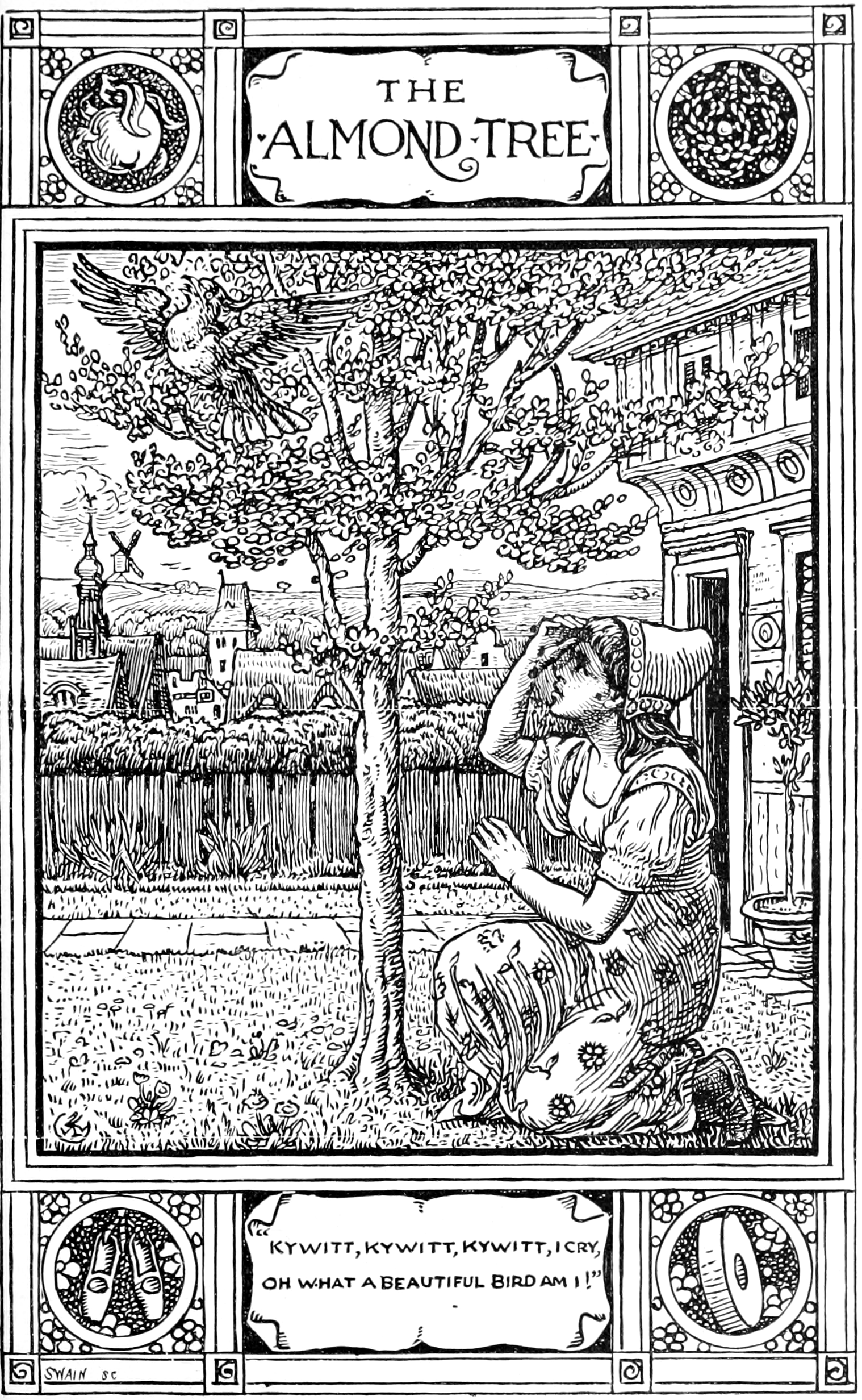
一幅以此为主题的画作

《杜松樹》是一個被禁的傳統民間童話故事，因為內容過於血腥、恐怖、殺人以及吃人肉的情節而被禁止。現在收錄在在《格林童話的初版》、《令人戰慄的格林童話》一冊和動畫版的《令人戰慄的格林童話》。

## 故事梗概
從前有對富有虔誠但膝下無子的夫妻，某日無法懷孕的妻子清理杜松樹枯枝的時候，被枝杈扎傷了手，鮮血滴在了潔白的雪上，暗地許願能育有自己的孩子。後來，妻子雖如願誕下一子，但在不久後撒手人寰，丈夫遂依照妻子的遺囑將她葬在一株杜松樹底下。
後來丈夫續絃再娶繼妻，起先繼妻對待前妻的兒子相當友善，直至前妻的兒子聽聞自己不是繼妻的親生孩子，造成兩者開始產生隔閡且關係惡化，加著繼妻與丈夫生下一女瑪莉亞後，開始對前妻的兒子愈加惡劣、甚至經常虐待他。心性善良的瑪莉亞不但經常挺身維護獨自承受一切的前妻的兒子，還和後者感情深厚，引起了繼妻的不滿，但是丈夫不耐於繼妻的抱怨而開始外遇，讓無法承受壓力的繼妻決心報復丈夫。
繼妻趁著丈夫外出期間藉吃蘋果為由，引誘前妻的兒子靠近一座箱子並趁機殺死後者，回神後將前妻兒子的頭顱和身體重新接好，安置在凳子上，再藉口讓瑪莉亞找前妻的兒子索討蘋果，瑪莉亞因為搖晃前妻兒子的身軀導致後者頭顱掉落，驚嚇之餘通報繼妻此事，使得繼妻趁機將前妻的兒子遺體肢解作成肉湯，讓返家且不知情的丈夫享用。傷心的瑪莉亞暗地取走前妻兒子的遺骨，安葬在前妻長眠的杜松樹底下，此時杜松樹突然一分為二，從中冒出了一股煙，一隻小鳥從煙霧裡竄出並飛向天空。
前妻兒子化身的小鳥哼唱著繼母將他滅口、父親食用他、繼妹（瑪莉亞）將他安葬於杜松樹底下的歌曲，依序拜訪金銀工匠、鞋店主人、磨坊的青年，分別從三者手裡取得交換贈禮的金項鍊、紅皮鞋、大石臼，返家後先是拋下金項鍊贈與父親，將紅皮鞋送給瑪莉亞，待繼妻出現時便扔下大石臼將其壓死。丈夫和瑪莉亞外出查看時，只見恢復人型的前妻兒子從一縷青煙和火焰中走出來。
故事尾聲，丈夫、前妻的兒子、瑪莉亞再次團聚，一家三口過著快樂的生活。